# Åver
Åver (700-tallet) var en dansk runerister, som udførte nogle af de ældste danske runesten. Han har ristet Helnæs-stenen og Flemløse-stenen, der begge stammer fra det sydvestlige Fyn.
| Biografi | Spire Denne biografi er en spire som bør udbygges. Du er velkommen til at hjælpe Wikipedia ved at udvide den. |